# 勐龙省藤
勐龙省藤（学名：Calamus nambariensis var. menglongensis）为省藤属南巴省藤的一个变种。

## 扩展阅读
- 維基物種上的相關：勐龙省藤